# ثعلب البنغال
ثعلب البنغال (الاسم العلمي: Vulpes bengalensis) موطنه الأصلي شبه القارة الهندية بما في ذلك الهند والنيبال وباكستان وبنغلاديش، تم العثور على هذا النوع على سفوح جبال الهيمالايا. تفضل ثعالب البنغال العيش على سفوح الجبال والمناطق غير المشجرة كالأراضي العشبية المفتوحة والمناطق شبه الصحراوية والقاحلة والأراضي الزراعية فهي تأكل الحيوانات الصغيرة ولا تشكل تهديداً. تنام ثعالب البنغال في جحور بعمق 2 - 3 أقدام تحت سطح الأرض.